# Пилипенко, Иван Евлампиевич
Иван Евлампиевич Пилипенко (14 ноября 1923, село Любарцы, Киевской губернии, теперь Бориспольского района Киевской области — 6 августа 1996, Киев) — украинский партийный деятель, 1-й секретарь Таращанского райкома КПУ, 2-й секретарь Волынского обкома КПУ. Герой Социалистического Труда (31.12.1965). Депутат Верховного Совета УССР 8-го созыва.

## Биография
Родился в крестьянской семье.
С июля 1944 года — в Красной армии, участник Великой Отечественной войны. Служил командиром 7-й стрелковой роты 127-го гвардейского стрелкового полка 42-й гвардейской стрелковой дивизии 51-го стрелкового корпуса 40-й армии 2-го Украинского фронта.
Член ВКП(б) с 1946 года.
После демобилизации находился на партийной работе в Киевской области.
Во второй половине 1950-х — начале 1960-х годов — 1-й секретарь Богуславского районного комитета КПУ Киевской области.
В апреле — декабре 1962 г. — партийный организатор Киевского областного комитета КПУ по Таращанскому территориальном производственно-колхозному управлению. В декабре 1962 — декабре 1964 г. — секретарь партийного комитета КПУ Таращанского производственного управления.
В декабре 1964—1970 г. — 1-й секретарь Таращанского районного комитета КПУ Киевской области.
В 1970—1974 г. — 2-й секретарь Волынского областного комитета КПУ.
Потом — на пенсии.

## Звание
- гвардии лейтенант

## Награды
- Герой Социалистического Труда (31.12.1965)
- орден Ленина (31.12.1965)
- три ордена Трудового Красного Знамени (26.02.1958; 08.04.1971; 08.12.1973)
- Орден Отечественной войны 1 степени (11.03.1985)[1]
- Орден Отечественной войны 2 степени (10.10.1944)[2]
- «В ознаменование 100-летия со дня рождения Владимира Ильича Ленина» (6 апреля 1970)
- «За победу над Германией в Великой Отечественной войне 1941—1945 гг.» (9.5.1945)
- «20 лет Победы в Великой Отечественной войне 1941—1945 гг.» (7 мая 1965[3])
- «30 лет Победы в Великой Отечественной войне 1941—1945 гг.»[4]
- Медаль «Сорок лет Победы в Великой Отечественной войне 1941—1945 гг.»[5]
- Юбилейная медаль «50 лет Победы в Великой Отечественной войне 1941—1945 гг.»[6]
- «Ветеран труда»
- «30 лет Советской Армии и Флота»[7]
- «40 лет Вооружённых Сил СССР»[8]
- «60 лет Вооружённых Сил СССР» (28 января 1978[9])
- Знак «25 лет победы в Великой Отечественной войне» (1970)